# Pnputil
pnputil est une commande MS-DOS/Windows qui permet de gérer en ligne de commande les différents pilotes (Ajouter, Supprimer, etc.).

## Paramètres
| Paramètre | Description                                      |
| --------- | ------------------------------------------------ |
| /?        | Affiche l'aide de la commande                    |
| -a        | Spécifie l'ajout du fichier INF identifié        |
| -d        | Spécifie la suppression du fichier INF identifié |

Aperçu de l'aide de la commande:
```
C:\Users\Utilisateur> pnputil /?

Utilitaire Plug-and-Play Microsoft
Utilisation :
------
pnputil.exe [-f | -i] [ -? | -a | -d | -e ]  <nom INF>
Exemples :
pnputil.exe -a a:\usbcam\USBCAM.INF      -> Ajoute un package spécifié par USBCAM.INF
pnputil.exe -a c:\drivers\*.inf          -> Ajoute tous les packages dans c:\pilotes\
pnputil.exe -i -a a:\usbcam\USBCAM.INF   -> Ajouter et installer un package de pilotes
pnputil.exe -e                           -> Énumère tous les packages tiers
pnputil.exe -d oem0.inf                  -> Supprime le package oem0.inf
pnputil.exe -f -d oem0.inf               -> Force la suppression du package oem0.inf
pnputil.exe -?                           -> Cet écran d'utilisation

```

## Sources & Références
1. ↑  « PnPUtil », sur technet.microsoft.com (consulté le 31 janvier 2018)